# ディエゴ・デ・ラ・クルス
ディエゴ・デ・ラ・クルス（Diego de la Cruz、活動時期: 1482年-1500年 ）は、15世紀末に、スペインのブルゴスとその周辺地域で活動した画家である。現在プラド美術館に収蔵されている「聖母と聖ヨハネの間の悲しみの人としてのキリスト（Cristo de Varón de Dolores entre la Virgen y San Juan）」などの作者として知られている。
1966年にスペインの美術史家、ホセ ・グディオル・イ・リカルト(José Gudiol Ricart)の研究によって注目された画家で、リカルトはデ・ラ・クルスは1460年頃にフランドルの生まれだと推定し、1490年代半ばからスペインで活動したフランドル出身の画家、フアン・デ・フランデスより早くスペインに移ってきたフランドル出身の画家として論じた。別のスペインの美術史家、 ホセ・カモン・アズナル(José Camón Aznar)は2001年の著書でデ・ラ・クルスをスペイン生まれで、カスティーリャで修行した画家としている。ディディエ・マルテンス（Didier Martens)の研究もスペイン出身説を取っている 。 デ・ラ・クルスの作品にフランドルの画家たちのスタイルの影響が見られるのは、ロヒール・ファン・デル・ウェイデン(1399/1400-1464)といったフランドルの画家の作品がカスティーリャに多く、広まっていたためだとしている。フランドル出身で、1470年ころからブルゴスで活動した彫刻家のヒル・デ・シロエ(Gil de Siloé: 1440s–1501)の工房で学んだと主張する美術史家もいる。
現在プラド美術館に収蔵されていて唯一署名のある「聖母と聖ヨハネの間の悲しみの人としてのキリスト（Cristo de Varón de Dolores entre la Virgen y San Juan）」とブルゴスのサンタ・マリア・デ・ラス・ウエルガス王立修道院の壁画の「カトリック国王と家族を守る慈悲のマリア(La Virgen de la Misericordia con los Reyes Católicos y su familia)」が良く知られている。
ビルバオ美術館の「Jesús entre los doctores」などの作品がデ・ラ・クルスかその工房の作品とされている。

## 作品

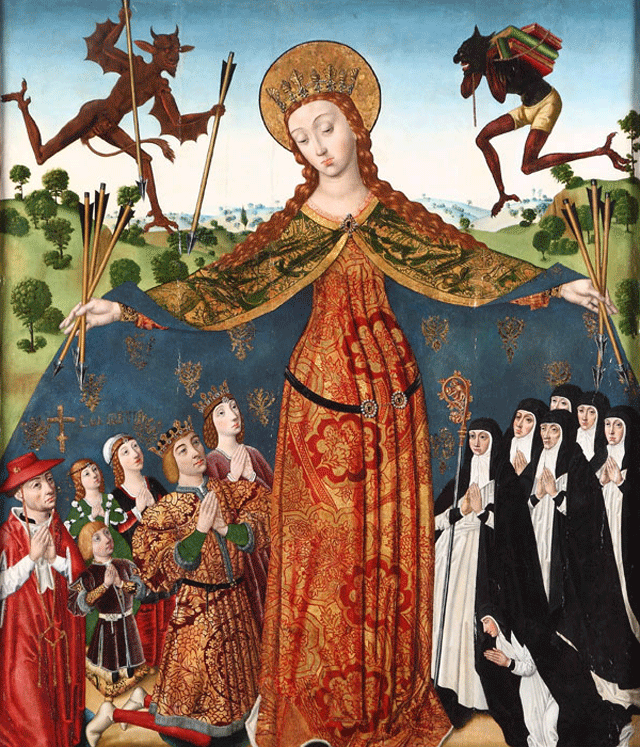
「慈悲母とカトリック君主と家族」 サンタ・マリア・デ・ラス・ウエルガス王立修道院の作品
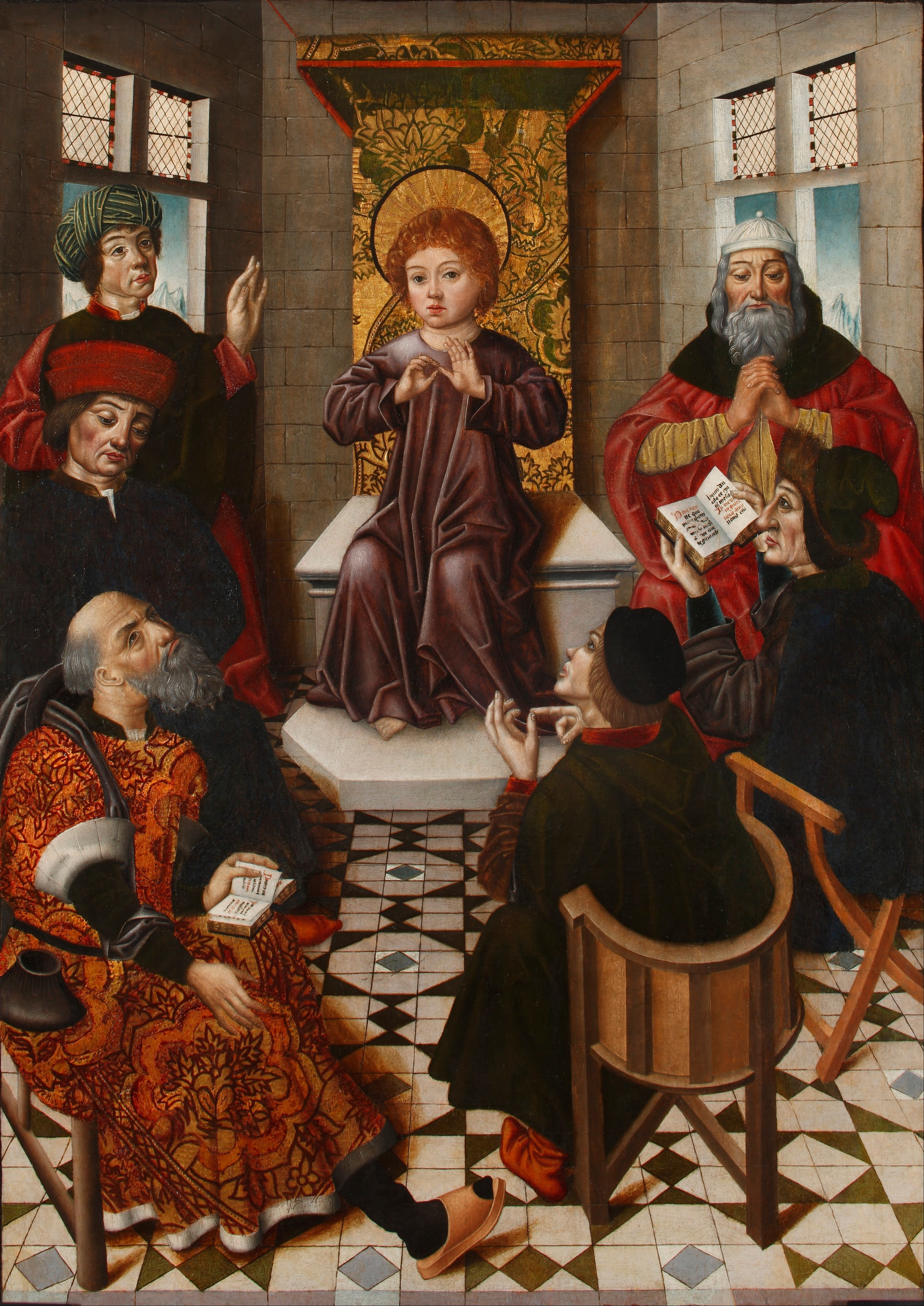
「Jesús entre los doctores」 ビルバオ美術館蔵
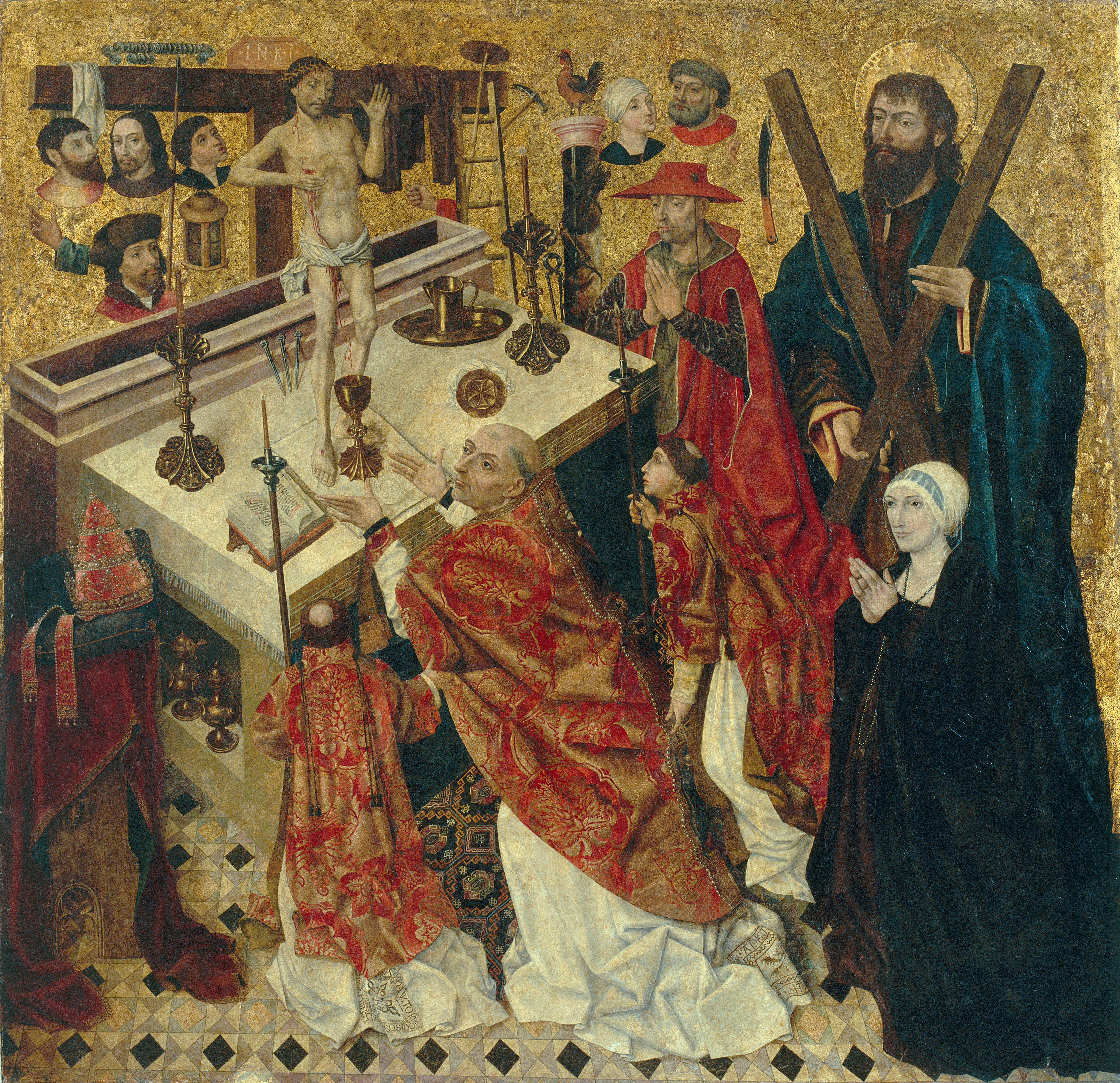
「聖グレゴリウスのミサ」 カタルーニャ美術館蔵